# S. Christina
S. Christina, pseudoniem van Sanne Christina Duivenvoorden (Noordwijkerhout, 21 augustus 1994), is een Nederlands auteur van jeugdboeken. Al haar boeken verschijnen bij uitgeverij Rebel Books, die door haar is opgericht.

## Biografie
Christina studeerde in 2017 af aan de Vrije Universiteit Amsterdam met een master in communicatie- en informatiewetenschappen. Tijdens en na haar studie werkte zij als freelance copywriter.
In 2020 richtte zij de uitgeverij Rebel Books op. In datzelfde jaar verscheen haar debuutroman Heks van vuur en oorlog, het eerste deel van een fantasyreeks voor lezers vanaf circa twaalf jaar. Haar boeken spelen zich doorgaans af in fictieve werelden en bevatten elementen van magie, avontuur en romantiek.